# Спарта (Київ)
«Спарта» (Київ)  — український жіночий футбольний та футзальний клуб з Києва. Заснований у 2000 року. У 2000—2012 роках виступав у футзальній Вищій лізі, а в 2004 році — у футбольній Вищій лізі України.

## Хронологія назв
- 2000: ФК «СоцТех» (Київ)
- 2007: ФК «Київгаз» (Київ)
- 2008: ФК «Спарта К» (Київ)
- 2009: ФК «Спарта К» КДЮСШ «Спартак» (Київ) – після налагодження співпраці з ФСТ «Спартак» Київ
- 2016: «Спарта» (Київ)

## Історія
Футзальний клуб «СоцТех» засновано 2000 року в Києві. У сезоні 2000/01 років футзальна команда увійшла до футзальної Вищої жіночої ліги, де зайняла передостаннє п’яте місце, а також вийшла у фінал Кубка України. У наступному сезоні 2001/02 років команда посіла третє місце в чемпіонаті і знову програла у фіналі Кубку України. У сезонах 2005/06 та 2006/07 років знову став бронзовим призером чемпіонату. Лише у 2007 році клуб здобув свій перший трофей – Кубок України. У сезоні 2007/08 років виступав під назвою «Київгаз». У 2008 році змінив назву на «Спарта К», а в 2008 році, після налагодження співпраці з ФСТ «Спартак» (Київ), отримав назву «Спарта К КДЮССз Спартак Київ».

## Клубні кольори, форма, герб, гімн
| Білий | Червоний |

Клубні кольори — білий та червоний. Футболістки зазвичай грають свої домашні матчі в білих футболках, червоних шортах і білих шкарпетках.

## Досягнення
футзал
- Вища ліга України
  -  Бронзовий призер (6): 2001/02, 2005/06, 2006/07, 2007/08, 2009/10, 2010/11

- Кубок України
  -  Володар (1): 2007
  -  Фіналіст (4): 2001, 2002, 2003, 2005

футбол
- Вища ліга України
  - 7-ме місце (1): 2004

## Структура клубу

### Стадіон
Свої матчі команда проводить на стадіоні «Спартак», який знаходиться за адресою вул. Кирилівська 105 у Києві.

### Інші секції
Окрім дорослої команди в клубі функціонує дівоча та дитяча команда, яка виступає в міських турнірах.

### Дербі
- ДЮСШ-18 (Київ)
- НУХТ (Київ)